# Cyril O'Reily
Cyril O'Reily è uno dei personaggi della serie TV statunitense Oz, interpretato da Scott William Winters.

## Storia del personaggio
Cyril O'Reily è il detenuto numero 98P284, condannato il 1º luglio del 1998 per omicidio volontario all'ergastolo, con possibilità di vigilata non prima di 60 anni. Nel 2002 viene condannato a morte per omicidio di primo grado. Cyril è un teppista irlando-statunitense, fratellastro di Ryan O'Reily, nonché suo vice nella banda di Bridge Street, finché non venne ferito durante una rissa, riportando un trauma cerebrale che gli ha causato un ritardo mentale. Arriva a Oz poiché uccide il marito della dott.ssa Nathan, su ordine del fratello. Non appena giunge a Oz, viene accolto da Vern Schillinger, che lo stupra; successivamente viene spostato nell'acquario di Ryan in Paradiso. Nel corso della serie Cyril si trova a manifestare una personalità innocente e affidabile in un corpo fisicamente potente e a volte violento. Suo fratello Ryan prova spesso a proteggerlo, e questo sancisce una grande unione tra i due; anche prima di essere giustiziato, Ryan fa di tutto per tentare di salvarlo. Di solito Cyril è tranquillo, ma diventa estremamente violento quando si arrabbia, facendo fuoriuscire una forza inaudita, che gli fa guadagnare il risentimento ma anche il rispetto degli altri detenuti.

### Stagione 2
Cyril viene arrestato per aver ucciso il marito della dott.ssa Nathan su mandato del fratello. Intanto a Oz, Cyril viene messo nel braccio B, comandato dagli ariani; lì viene preso da Schillinger e portato in un luogo senza guardie dove viene stuprato da alcuni membri della fratellanza. Quando Ryan viene a sapere dell'accaduto, si fa colpire da Cyril per farlo mettere in buca, al riparo da Schillinger. In seguito Ryan riesce a far spostare il fratello in Paradiso, con lo scopo di proteggerlo dagli altri detenuti e soprattutto dagli ariani.

### Stagione 3
In questa stagione Cyril lavora nella cucina ed è l'ombra del fratello. Gli ariani continuano a infastidirlo, ricordandogli lo stupro e un giorno che Cyril si reca prima in cucina, Robson lo attacca, ma viene messo k.o. dall'irlandese. Quando il torneo di boxe ha inizio, Cyril partecipa come rappresentante degli Irlandesi e al primo combattimento affronta proprio Robson. Grazie anche a Ryan che droga l'acqua dell'ariano, Cyril vince l'incontro sancendo la fine degli sfottò da parte della fratellanza. Il secondo incontro lo vede di fronte a Chucky Pancamo, il rappresentante degli italiani, super favorito poiché pesa quasi 30 kg in più. Ryan droga anche lui e Cyril vince l'incontro tra lo stupore degli altri detenuti. In finale Cyril deve affrontare Hamid Khan, ma a causa delle tensioni razziali l'incontro viene posticipato a data incerta. Glynn si convince a far disputare l'incontro senza pubblico, ma quando Ryan non riesce a drogare l'acqua del musulmano, fa incontrare Cyril col padre, Seamus, affinché il fratello ricordi con rabbia l'infanzia e si sfoghi contro Khan. L'incontro vede vincitore O'Reily, che però manda in coma l'avversario in quanto il ricordo del padre non lo frena dal colpire Khan. Dopo la sua vittoria scoppia la rivolta razziale e viene attuata la serrata di fine anno.

### Stagione 4
Finita la serrata, Cyril comincia ad avere incubi riguardo alla morte di Khan e Ryan lo convince a seguire le sedute di psicoterapia. I due incontrano i genitori del marito di Gloria Nathan, ma quando Cyril esprime il proprio rimorso, la coppia non fa altro che innervosirsi. In seguito Cyril viene attaccato da due detenuti neri che volevano violentarlo, ma vengono attaccati e messi al tappeto da Cyril, al quale viene somministrata una forte dose di haldol per calmarlo.
Dopo la morte di Simon Adebisi, Oz torna alla normalità, ma Cyril continua a non trattenersi dall'essere violento e prima si scaglia contro un giornalista, poi manda in coma Jia Kenmin. McManus vuole inviare Cyril al Connelly Institute per malati mentali, ma Peter Marie riesce a convincerlo a metterlo in custodia cautelare per farlo calmare.

### Stagione 5
Con l'arrivo di Susanne Fitzgerald (madre biologica di Ryan) a Oz, Cyril ha di nuovo l'affetto materno, ma quando la minaccia di Kenmin e Chen incombe su Ryan e Suzanne, Cyril attacca i due cinesi e pugnala a morte Chen per difendere il fratello. Furioso, McManus manda Cyril in isolamento e insiste sulla necessità di mettere l'irlandese in un manicomio o nel braccio della morte. A difendere Cyril c'è Katherine McClaine, l'avvocato di Tobias Beecher, che però si rende conto di non poter far molto per la sua causa. La famiglia O'Reily decide che è meglio porre fine alla vita di Cyril, piuttosto che lasciarlo in vita a Oz o in un istituto psichiatrico. Cyril viene accusato di omicidio di primo grado e messo nel braccio della morte, dove attacca l'AC Lopresti e altri tre ufficiali, venendo poi fermato dalla SORT.

### Stagione 6
Gli sforzi per fermare la sentenza di Cyril sembrano inutili e lo Stato è intenzionato a ucciderlo, nonostante il ritardo mentale. In seguito gli viene tolto il pupazzo Jericho, poiché aveva sviluppato un alter ego e aveva aggredito sorella Peter Marie. Nel frattempo Devlin convince lo staff a fare l'elettroshock a Cyril, come ultima chance per farlo apparire normale dinanzi al tribunale.
All'inizio il fratello Ryan pensava all'iniezione letale, poi Nathan opta per la sedia elettrica in quanto si può dire a Cyril che si tratta di una seduta speciale di TEC.
Con l'avvicinarsi dell'esecuzione, Jahfree Neema convince i detenuti a stare vicino a Cyril, battendo colpi vicino alle pareti di plexyglass.
Poco prima di essere giustiziato, il caso viene spostato di 30 giorni e quindi l'esecuzione è rinviata. Cyril resta così ancora un po' col fratello e con Susanne, ma una volta trascorsi i 30 giorni, viene messo sulla sedia elettrica e ucciso.

## Analisi
Merri Lisa Johnson spiega che una delle poche scene di Oz in cui si tratta con delicatezza un episodio di stupro è quando Cyril O'Reily, violentato da Schillinger, parla alla dott.ssa Nathan. La sua incapacità mentale gli permette di chiedere innocentemente alla Nathan se lei era in vacanza perché era stata stuprata.